# Източен Сейнт Луис
Източен Сейнт Луис (на английски: East St. Louis) е град в окръг Сейнт Клеър, щата Илинойс, Съединени американски щати. Разположен е на левия бряг на река Мисисипи, срещу град Сейнт Луис. Населението на Източен Сейнт Луис през 2010 година е 27 006 души.

## История
Местните индианци от край време са обитавали от двете страни на река Мисисипи по тези земи, те са били част от Мисисипската култура. Организирали хиляди работници за изграждането на селища и земни валове. Изчезнал град по тези земи е Кахокия, който се намира на север от града.
Първоначално града е бил част от град Сейнт Луис, но след като през 1803 година Съединените щати придобиват чрез покупка от Френска Луизиана град Сейнт Луис е разделен на две, и оттогава придобива днешното си име.

### Голяма железопътна стачка през 1877 година
След края на Американската гражданска война и период на икономически растеж, през 1873 година се появява криза на пазара, която започва от изток на запад. Железопътни компании драстично намаляват заплатите на работниците си, принуждавайки служителите да работят без заплащане, съкращават работни места и размера на платените часове за работа. Това предизвиква стачки и вълнения в голям мащаб.
Представители от почти всички железопътни линии се срещнат в Източен Сейнт Луис. Избрат свой изпълнителен комитет, който да командва стачката и издава, като общ ред № 1 – спирането на целия железопътен трафик, различни от автомобили и влакове, поща. Кметът на Източен Сейнт Луис Джон Боуман е назначен за арбитър на комитета. Отначало през 1877 година повечето от стачките в източната част на града са били придружени от насилие, но от края на юли 1877 година стачката недоволни работници отихва.

## Население
Населението на града през 2000 година е 31 542 души, от тях: 97,74 % - чернокожи, 1,23 % - бели.

### Динамика
- 1870 – 5044 жители
- 1880 – 9185 жители (82,1 %)
- 1890 – 15 169 жители (65,1 %)
- 1900 – 29 734 жители (96,0 %)
- 1910 – 58 540 жители (96,9 %)
- 1920 – 66 785 жители (14,1 %)
- 1930 – 74 397 жители (11,4 %)
- 1940 – 75 603 жители (1,6 %)
- 1950 – 82 366 жители (8,9 %)
- 1960 – 81 728 жители (−0,8 %)
- 1970 – 70 029 жители (−14,3 %)
- 1980 – 55 239 жители (−21,1 %)
- 1990 – 40 921 жители (−25,9 %)
- 2000 – 31 542 жители (−22,9 %)
- 2010 – 27 006 жители (−14,4 %)

## Престъпност
Източен Сейнт Луис има сред най-високите нива на престъпност в САЩ. Според данни на ФБР през 2007 година делът на убийствата е средно по 101.9 на 100 000 души. След него се нареждат градовете Гери (48.3), Детройт (47.3), Балтимор (43.3), Ню Орлиънс (37.6) и Сейнт Луис (37.2). Делът на изнасилванията надхвърлят 250 на 100 000 души.
Престъпления в Източен Сейнт Луис към 2006 година, средно на всеки 100 000 души:
| Престъпления         | Източен Сейнт Луис | САЩ   |
| -------------------- | ------------------ | ----- |
| Убийства             | 101.9              | 5.6   |
| Изнасилвания         | 251.3              | 32.2  |
| Кражби               | 1347.0             | 195.4 |
| Нападения            | 5847.3             | 340.1 |
| Кражби с взлом       | 2442.8             | 814.5 |
| Кражби на автомобили | 2067.5             | 526.5 |

## Личности

### Родени в Източен Сейнт Луис
- Джими Конърс (2 септември 1952) – тенисист
- Джаки Джойнър-Кърси (3 март 1962) – лекоатлетка
- Доун Харпър (13 май 1984) – лекоатлетка